# Fígols i Alinyà
Fígols i Alinyà település Spanyolországban, Lleida tartományban. Fígols i Alinyà Cabó, Ribera d’Urgellet, Les Valls d’Aguilar, La Vansa i Fórnols, Odèn, Oliana, Coll de Nargó és Organyà községekkel határos. Lakosainak száma 243 fő (2024).

## Népesség
A település népessége az utóbbi években az alábbiak szerint változott:
| Lakosok száma | 154  | 1327 | 989  | 784  | 377  | 271  | 284  | 260  | 252  | 243  |
|               | 1717 | 1887 | 1936 | 1960 | 1986 | 2004 | 2009 | 2014 | 2019 | 2024 |